# Hwacheon KSPO WFC
El Hwacheon Korea Sports Promotion Foundation Women's Football Club (en coreano: 화천 국민체육진흥공단 여자축구단) o solo Hwacheon KSPO WFC, es un club de fútbol femenino del Condado de Hwacheon, Corea del Sur. Fue fundado el 9 de marzo de 2011 como Jeonbuk KSPO y juega en la WK League, máxima categoría del fútbol femenino del país. Cambió su nombre en la temporada 2015 cuando el club se mudó a Hwacheon.

## Palmarés
| Competición nacional | Títulos | Subcampeonatos |
| -------------------- | ------- | -------------- |
| WK League (0/2)      |         | 2017, 2024.    |

## Trayectoria
| Temporada | Temporada regular de la WK League | Temporada regular de la WK League | Temporada regular de la WK League | Temporada regular de la WK League | Temporada regular de la WK League | Temporada regular de la WK League | Temporada regular de la WK League | Temporada regular de la WK League | Playoffs     |
| Temporada | P                                 | V                                 | L                                 | E                                 | GF                                | GC                                | Pts                               | Pos                               | Playoffs     |
| --------- | --------------------------------- | --------------------------------- | --------------------------------- | --------------------------------- | --------------------------------- | --------------------------------- | --------------------------------- | --------------------------------- | ------------ |
| 2011      | 21                                | 1                                 | 3                                 | 17                                | 17                                | 46                                | 6                                 | 7th                               | No clasificó |
| 2012      | 21                                | 10                                | 2                                 | 9                                 | 30                                | 32                                | 32                                | 3rd                               | Semifinales  |
| 2013      | 24                                | 8                                 | 6                                 | 10                                | 28                                | 38                                | 30                                | 4th                               | No clasificó |
| 2014      | 24                                | 4                                 | 4                                 | 16                                | 26                                | 43                                | 16                                | 7th                               | No clasificó |
| 2015      | 24                                | 8                                 | 10                                | 6                                 | 34                                | 28                                | 34                                | 4th                               | No clasificó |
| 2016      | 24                                | 9                                 | 6                                 | 9                                 | 35                                | 32                                | 33                                | 4th                               | No clasificó |
| 2017      | 28                                | 13                                | 7                                 | 8                                 | 45                                | 50                                | 46                                | 3rd                               | Subcampeón   |
| 2018      | 28                                | 13                                | 5                                 | 10                                | 52                                | 45                                | 44                                | 5th                               | No clasificó |
| 2019      | 28                                | 12                                | 8                                 | 8                                 | 49                                | 39                                | 44                                | 4th                               | No clasificó |